# برك الخيام
قرية برك الخيام هي إحدى القرى التابعة لمركز كرداسة في محافظة الجيزة في جمهورية مصر العربية. حسب إحصاءات سنة 2006، بلغ إجمالي السكان في برك الخيام 11041 نسمة، منهم 5619 رجل و5422 امرأة.